# 光正寺町
光正寺町（こうしょうじちょう）は、愛知県津島市の地名。

## 地理
津島市北東部に位置する。東は大木町、西は椿市町、南は神守町、北は蛭間町に接する。

## 歴史

### 町名の由来
寺院の名称とみられる。

### 人口の変遷
国勢調査による人口および世帯数の推移。
| 1995年（平成7年）  | 26世帯 96人 |  |
| 2000年（平成12年） | 28世帯 92人 |  |
| 2005年（平成17年） | 30世帯 95人 |  |
| 2010年（平成22年） | 30世帯 90人 |  |
| 2015年（平成27年） | 34世帯 99人 |  |

### 沿革
- 江戸時代には尾張国海東郡の尾張藩領清洲代官所支配の光正寺村として所在[1]。
- 1889年（明治22年） - 野間村大字光正寺となる[1]。
- 1906年（明治39年） - 神守村大字光正寺となる[1]。
- 1955年（昭和30年）1月1日 - 津島市光正寺町となる[1]。

## 施設
- 神明社八幡社合殿[2]

### WEB
1. ↑  “愛知県津島市の町丁・字一覧”.   人口統計ラボ. 2023年3月12日閲覧。
2. ↑  総務省統計局 (2017年1月27日). “平成27年国勢調査の調査結果(e-Stat) - 男女別人口及び世帯数 －町丁・字等” (CSV). 2021年7月21日閲覧。
3. ↑  “愛知県津島市の郵便番号一覧”.   日本郵便. 2023年3月11日閲覧。
4. ↑  “市外局番の一覧” (PDF).   総務省 (2022年3月1日). 2022年3月22日閲覧。
5. ↑  総務省統計局 (2014年3月28日). “平成7年国勢調査の調査結果(e-Stat) - 男女別人口及び世帯数 －町丁・字等” (CSV). 2021年7月20日閲覧。
6. ↑  総務省統計局 (2014年5月30日). “平成12年国勢調査の調査結果(e-Stat) - 男女別人口及び世帯数 －町丁・字等” (CSV). 2021年7月20日閲覧。
7. ↑  総務省統計局 (2014年6月27日). “平成17年国勢調査の調査結果(e-Stat) - 男女別人口及び世帯数 －町丁・字等” (CSV). 2021年7月21日閲覧。
8. ↑  総務省統計局 (2012年1月20日). “平成22年国勢調査の調査結果(e-Stat) - 男女別人口及び世帯数 －町丁・字等” (CSV). 2021年7月21日閲覧。
9. ↑  総務省統計局 (2017年1月27日). “平成27年国勢調査の調査結果(e-Stat) - 男女別人口及び世帯数 －町丁・字等” (CSV). 2021年7月21日閲覧。

### 書籍
1. 1 2 3 4 5 6  「角川日本地名大辞典」編纂委員会 1989, p. 534.
2. 1 2 3  「角川日本地名大辞典」編纂委員会 1989, p. 1726.